# Glaukochroit
Glaukochroit ist ein selten vorkommendes Mineral aus der Mineralklasse der „Silikate und Germanate“ mit der chemischen Zusammensetzung CaMn[SiO4] und ist damit chemisch gesehen ein Calcium-Mangan-Silikat.
Glaukochroit kristallisiert im orthorhombischen Kristallsystem und entwickelt meist körnige bis massige Mineral-Aggregate, selten auch prismatische Kristalle mit bis zu 1 cm Länge von überwiegend bläulichgrüner Farbe. Auch rosa, weiße und braune Glaukochroite sind bekannt.

## Etymologie und Geschichte
Der Name Glaukochroit ist eine Zusammensetzung zweier altgriechischer Wörter. Der erste Wortteil Glauko- von γλαυκός [glaukós] steht dabei für den hellen Glanz des Himmels, des Meeres oder des menschlichen Auges, wobei der Farbton nicht präzise festgelegt ist und je nach Quelle zwischen grau, blau und grün variieren kann. Der zweite Wortteil -chro(it) von χρώμα [chroma] bedeutet übersetzt Farbe. Zusammengesetzt nimmt die Bezeichnung Glaukochroit also Bezug auf die überwiegend hell glänzende, bläulichgrüne Farbe des Minerals.
Erstmals gefunden wurde der Glaukochroit 1899 in der „Franklin Mine“ bei Franklin (New Jersey) im Sussex County von New Jersey in den USA. Wissenschaftlich beschrieben wurde das Mineral von Samuel Lewis Penfield (1856–1906) und C. H. Warren.
Das Typmaterial des Minerals wird an der Yale University in New Haven (Connecticut, USA) unter den Katalog-Nr. 2.4359 und 2.4360 aufbewahrt.

## Klassifikation
Bereits in der veralteten, aber teilweise noch gebräuchlichen 8. Auflage der Mineralsystematik nach Strunz gehörte der Glaukochroit zur Mineralklasse der „Silikate und Germanate“ und dort zur Abteilung der „Inselsilikate (Nesosilikate)“, wo er zusammen mit Kirschsteinit und Monticellit die „Monticellit-Reihe“ mit der System-Nr. VIII/A.05 bildete.
Die seit 2001 gültige und von der International Mineralogical Association (IMA) verwendete 9. Auflage der Strunz’schen Mineralsystematik ordnet den Glaukochroit ebenfalls in die Abteilung der „Inselsilikate (Nesosilikate)“ ein. Diese ist allerdings weiter unterteilt nach der möglichen Anwesenheit zusätzlicher Anionen und der Koordination der Kationen, so dass das Mineral entsprechend seiner Zusammensetzung und seinem Aufbau in der Unterabteilung „Inselsilikate ohne zusätzliche Anionen; Kationen in oktaedrischer [6]er-Koordination“ zu finden ist, wo es zusammen mit Fayalit, Forsterit, Kirschsteinit, Laihunit, Liebenbergit und Tephroit die „Olivingruppe“ mit der System-Nr. 9.AC.05 bildet.
Auch die vorwiegend im englischen Sprachraum gebräuchliche Systematik der Minerale nach Dana ordnet den Glaukochroit in die Klasse der „Silikate und Germanate“ und dort in die Abteilung der „Inselsilikatminerale“ ein. Hier ist er zusammen mit Kirschsteinit und Monticellit in der „Monticellit-Kirschsteinit-Reihe“ mit der System-Nr. 51.03.02 innerhalb der Unterabteilung „Inselsilikate: SiO4-Gruppen mit allen Kationen nur in oktaedrischer [6]-Koordination“ zu finden.

## Kristallstruktur
Glaukochroit kristallisiert orthorhombisch in der Raumgruppe Pbnm (Raumgruppen-Nr. 62, Stellung 3) mit den Gitterparametern a = 4,91 Å; b = 11,15 Å und c = 6,49 Å sowie vier Formeleinheiten pro Elementarzelle.

## Bildung und Fundorte
Glaukochroit bildet sich metamorph geschichteten Zink-Lagerstätten, in Skarnen als Kontaktmetamorphose zwischen Diabas und Marmor oder in Kalk-Silicatgesteinen mit Manganerzen. Es tritt dort in Paragenese mit verschiedenen Mineralen wie Andradit, Calcit, Cuspidin, Diopsid, Esperit, Franklinit, Hardystonit, Hodgkinsonit, Klinoedrit, Leukophönicit, Nasonit, Tephroit, Willemit und Zinkit auf.
Neben seiner Typlokalität „Franklin Mine“ in New Jersey (USA) wurde Glaukochroit noch an 5 weiteren Fundorten nachgewiesen: In der „Kanoiri Mine“ bei Kanuma auf der japanischen Insel Honshū; in der „Kombat Mine“ bei Kombat in der namibischen Region Otjozondjupa; im Khibiny Massiv auf der russischen Halbinsel Kola; in der „Wessels Mine“ bei Hotazel in der südafrikanischen Kalahari; sowie in der „Jakobsberg Mine“ bei Nordmark in der schwedischen Gemeinde Filipstad.